# Born (Luxemburg)
Born (en luxemburguès: Bur; en alemany: Born) és una vila de la comuna de Mompach situada a la vora del riu Sauer al districte de Grevenmacher del cantó d'Echternach. Està a uns 32 km de distància de la ciutat de Luxemburg.